# Nodens
Nodens es, en la mitología celta, descrito como un dios asociado con la curación, el mar, la caza y los perros. Era adorado en la antigua Bretaña, sobre todo en un complejo de templos en Lydney Park en Gloucestershire, y posiblemente también en Galia.

## Etimología
El nombre «Nodens» deriva probablemente de una raíz celta *noudont-  o *noudent-, que J. R. R. Tolkien ha sugerido que puede estar relacionada con la raíz germánica que significa «adquirir», «tomar el uso de», o, anteriormente, «atrapar», «capturar» (como un cazador). Intuyendo cierta conexión con las manos de Nuada y Lludd, ha detectado «un eco de la antigua fama de la mano mágica de Nodens el Capturador».
De forma similar, Julius Pokorny ha defendido que «Nodens» deriva de la raíz proto-indoeuropea *neu-d-, con el significado de «adquirir», «utilizar» o «pescar».